# L'onore del samurai
L'onore del samurai (Child of Vengeance) è un romanzo storico scritto da David Kirk, primo volume della sua serie incentrata sul samurai Miyamoto Musashi.
Il romanzo è stato tradotto in italiano per la Newton Compton Editori.

## Trama
Il libro è diviso in quattro parti:
1. Fantasmi
2. Fiore scarlatto
3. La crociata del figlio
4. Sekigahara

### Sinossi
1589. Il nobile samurai Munisai Hirata vive nel remoto villaggio di Miyamoto, guidato dalla sua famiglia da decenni sotto gli Shinmen, a loro volta vassalli di Ukita Hideie. Un giorno, Munisai fa la conoscenza della giovane Yoshiko, figlia di un samurai, e i due si sposano dopo un giuramento d'amore. Dopo che i due rimangono soli alla morte dei genitori della moglie, Munisai viene però preso da una mostruosa sete di libertà, che cresce giorno dopo giorno e lo porta rapidamente a trascurare la moglie e poi anche il loro figlio Bennosuke, nato di lì in quello stesso anno, a favore di una vita dissoluta fatta di divertimenti, oro, sakè e belle donne. Presa dalla disperazione, Yoshiko viene visitata in sogno dallo spirito del padre; quando questi le chiede da chi discendeva, lei risponde "samurai", come lo è stato effettivamente suo padre, e capisce che quello che ha subito è un'onta che può essere lavata solo con la vendetta. Un giorno, Yoshiko prende pertanto un trebbiatore di nome Denkichi come amante e lo fa entrare nelle sue grazie per cinque anni, fino a che, una notte, si fa beccare apposta da Munisai in un amplesso amoroso con lui. Reso folle dal furore, Munisai uccide il contadino, picchia Yoshiko e la butta fuori da casa, di fronte a tutti gli abitanti del villaggio; al che lei continua a deriderlo per la sua stupidità e la sua dissolutezza, Munisai reagisce decapitandola, per poi culminare la sua follia dando subito fuoco al villaggio e decimandone la popolazione. Finito lo sfogo, il samurai disgraziato si impone un auto-esilio, mettendosi al servizio di Shinmen come avevano fatto i suoi predecessori e assumendone il cognome dopo aver rifiutato quello originale. Il piccolo Bennosuke, ignaro della vera sorte dei genitori, viene preso dalle cure dello zio Dorinbo, un monaco che da allora tenterà di farlo desistere a diventare un samurai e scegliere invece la via della spiritualità e della contemplazione, anche se il bambino si allenerà sotto la guida dell'anziano samurai Tasumi.
Passano otto anni, e i giorni trascorrono tranquilli come dovrebbero, ma d'un tratto Munisai ritorna a casa dalla guerra contro un clan rivale e decide che sarà lui ad addestrare il figlio ad essere un samurai. Il fratello Dorinbo lo costringe a rivelargli la vera storia della morte di Yoshiko, e Munisai accetta a malincuore, sia perché intende istillargli la rabbia necessaria per ucciderlo, sia per poter espiare i suoi peccati. Munisai racconta quindi la vera storia di Yoshiko a Bennosuke, ma siccome questi non riesce a farla finita, si accontenta di addestrarlo al combattimento personalmente. Poco dopo, il nobile Hayato Nakata fa visita al villaggio di Miyamoto, accompagnato dal suo seguito di samurai amaranto, tra cui spicca Kihei Arima, campione del taglio del bambù. Come dimostrazione di forza, Arima taglia in un colpo solo un ramo di bambù in mano a un contadino e al contempo anche il suo braccio, poi sfida Munisai, ma questi propone invece Bennosuke, ritenendolo capace di uccidere. Dorinbo tenta di fermare il tutto, ma viene malmenato e umiliato da Arima; questo scatena l'ira di Bennosuke, che lo affronta con furore e lo uccide, spaventando Nakata e il suo seguito. Nella città di Aramaki, non lontano da Kyoto, Bennosuke viene però attaccato da Nakata e dai suoi uomini, e dopo aver ucciso i suoi samurai e persino mozzatogli un braccio, comprende che i Nakata, infuriati dall'affronto subito dalla morte di Harima, si fermeranno soltanto alla sua morte. Di fronte al signore Ukita, i Nakata stessi chiedono infatti che Bennosuke venga giustiziato tramite il seppuku, ma Munisai salva il figlio ritorcendo su di sé la condanna; Ukita approva la proposta, a patto che Bennosuke compia la via sacra, rinunciando a essere un samurai, mentre sarà il suo vice Kazuteru Murayama a infliggergli il colpo di grazia. Ma proprio durante il suicidio rituale, dopo che Munisai si perfora lo stomaco con il pugnale, Bennosuke vede Hayato, con la sua unica mano rimasta, coprire col suo ventaglio il polso di Shinmen che dovrebbe dare il segnale finale a Kazuteru, e comprende che i Nakata hanno persuaso Shinmen a ritardare il segnale per rovinare completamente Munisai. Shinmen si libera dalla presa e riesce a dare il segnale a Kazuteru, ma è troppo tardi, e la sua salma viene pianta da pochi e coperta di vergogna. Bennosuke lascia così il suo villaggio natale allo scopo di distruggere i Nakata che hanno umiliato l'onore di suo padre.
Passa del tempo, e Bennosuke viene a sapere dell'Adunata, che si terrà tra quindici giorni in preparazione alla guerra tra Tokugawa Ieyasu e Ishida Mitsunari (rispettivamente un ex-alleato di Toyotomi Hideyoshi e un samurai al servizio di quest'ultimo); giunto nei territori dei Nakata, tenta di rubare un cavallo pur di parteciparvi, ma viene catturato e tratto prigioniero. Nella sua cella, fa la conoscenza di una banda di Yamawaro delle Colline Rosse, il cui capo Shuntaro si fa giustiziare per far prendere tempo ai suoi uomini e rendersi un martire. Più tardi, approfittando del favore del buio, Bennosuke riesce a liberare sé stesso e tutti gli altri banditi, che fanno strage dei loro carcerieri, rubano i cavalli e seminano il caos nel villaggio. Arriva ben presto il giorno dell'Adunata, e Bennosuke si presenta come cavaliere al servizio di Ukita, schieratosi dalla parte di Toyotomi/Ishida. Durante la marcia dimostrativa, però, un cavaliere ribelle tenta di uccidere Ukita; Bennosuke lo riconosce come Hayato e lo affronta, ma non riesce a ucciderlo e perde così la sua occasione di vendetta.
Passano due anni di schermaglie e piccole battaglie, e Bennosuke viene infine assegnato al reggimento sotto il clan Kobayakawa, retto dal suo capoclan Hideaki. Tra lui e Ukita non corre buon sangue, dato che entrambi si accusano reciprocamente di tradimento, sospetti che serpeggiano nei loro rispettivi seguiti. Nella piana di Sekigahara, l'esercito di Tokugawa arriva al forte dell'esercito dell'ovest, ma prima della battaglia Seibei Matsumoto, della scuola degli Yoshioka, istiga una serie di duelli. Dopo aver eliminato ben due campioni degli Ukita, Seibei viene ucciso da Bennosuke, il quale insulta gli Yoshioka in preda al trionfo. Comincia dunque la battaglia finale di Sekigahara, e gli eserciti dell'ovest di Mitsunari si portano in vantaggio grazie al valore dimostrato dai soldati, tra cui lo stesso Bennosuke (che i suoi compagni chiamano Miyamoto Musashi), ma al momento decisivo, quando viene lanciato il segnale per gli uomini di Kobayakawa, questi ultimi rimangono ai loro posti, Bennosuke compreso. Gli uomini fedeli a Mitsunari e ai suoi seguaci intuiscono il tradimento e, sentendosi perduti, soprattutto quando i Kobayakawa li attaccano, si danno alla fuga, sancendo così la vittoria finale dei Tokugawa. Nel fuggi fuggi generale che ne segue, Bennosuke raggiunge due samurai amaranto dei Nakata, e dopo essersi fatto accompagnare da loro al cospetto di Hayato, approfittando che questi non lo ha ancora riconosciuto, lo convince a seguirlo per salvarsi la vita. Solo quando i due si ritrovano soli, Hayato riconosce Bennosuke, che lo costringe a compiere il seppuku. Il giovane samurai compie così la sua vendetta, ma ha anche compreso la follia del bushido, il codice dei samurai, che li ha portati a gettare via le loro vite e rinunciare alle loro aspirazioni per dei signori che inseguono i loro sogni di gloria e li costringono a combattere e a immolarsi per loro; pertanto, egli decide di vivere una vita da ronin, "senza-padrone".
Nell'epilogo, di fronte alla pira conclusiva di Sekigahara, gli uomini della scuola di Yoshioka giurano vendetta contro Bennosuke, che ha osato umiliarli.

## Personaggi
- Bennosuke Hirata: protagonista della serie, colui che diventerà Miyamoto Musashi. All'inizio della storia ha tredici anni, e si è addestrato dall'anziano samurai Tasumi.
- Munisai Shinmen: samurai al servizio di Shinmen, e padre di Bennosuke. Il suo vero nome è Hirata, ma prese quello del proprio signore in quanto rinnegò quello originale.
- Shinmen: signore di Munisai e capo dell'omonimo clan. Il suo nome effettivo non è mai menzionato, ma, storicamente, si chiamerebbe Shinmen Sokan.
- Dorinbo Hirata: fratello di Munisai, è un monaco che tenterà invano di allontanare Bennosuke dalla via del samurai, considerandola pericolosa.
- Hayato Nakata: un nobile samurai al servizio del clan Ukita. Si fa accompagnare dai suoi samurai amaranto (come la sua armatura, tra l'altro), ed è molto presentuoso.
- Kazuteru Murayama: fedele vice e servitore di Munisai.

## Edizioni
- David Kirk, L'onore del samurai, traduzione di Gabriella Pandolfo, Nuova Narrativa Newton, Roma, Newton Compton Editori, febbraio 2013,  p. 335, ISBN 978-88-541-4740-9.

- David Kirk, L'onore del samurai, traduzione di Gabriella Pandolfo, tascabile, Gli Insuperabili, Roma, Newton Compton Editori, 16 marzo 2017,  p. 318, ISBN 978-88-227-0155-8.